# Jeffrén Suárez
Jeffrén Isaac Suárez Bermúdez (sinh ngày 20 tháng 1 năm 1988), thường được gọi là Jeffrén hoặc Jeffrén Suárez, là một cầu thủ chạy cánh người Venezuela hiện đang chơi cho câu lạc bộ Eupen, ở giải vô địch bóng đá Bỉ. Một cầu thủ thuận chân trái nhưng cũng có thể chơi bằng chân phải, Jeffrén Suárez là một cầu thủ chạy cánh có thể làm lung lay phòng thủ với sự kết hợp của anh về tốc độ và kỹ năng.

## Tuổi thơ
Sinh ra tại Ciudad Bolívar, Venezuela, gia đình rời quê hương và tới Tenerife khi anh chỉ mới có một tuổi. Jeffrén là một cầu thủ bóng đá phi thường và có tài năng từ nhỏ. Các tuyển thàh viên Barça phát hiện tài năng của anh và mùa giải 2004/05 anh đã rời Tenerife để tới chơi cho đội trẻ của câu lạc bộ Catalan. Huấn luyện viên đầu tiên của anh tại Barcelona là Guillermo Hoyos, người đặt anh ở vị trí tiền vệ, nhưng thời gian trôi đi cũng chứng tỏ rằng anh sẽ phù hợp hơn nếu được đẩy ra cánh.

## Sự nghiệp

### Sự nghiệp câu lạc bộ

#### Barcelona

##### Mùa giải 06-07
Vào ngày 25 tháng 10 năm 2006 ở tuổi 18 Jeffrén xuất hiện lần đầu trong đội 1 gặp Badalona trong trận lượt về Cúp Nhà vua Tây Ban Nha khi thay thế cho Javier Saviola ở phút 83, Barcelona tiếp tục giành chiến thắng với tỉ số 2-1.

##### Mùa giải 07-08
Mặc dù được gọi lên để chơi cho đội chính song Jeffrén chơi hầu hết mùa giải 07-08 ở đội Barcelona B. Anh ra sân ở 30 trong số 38 trận đấu, trong đó ông ghi được 5 bàn, giúp đội bóng trở lại từ Tercera División đến Segunda División B.

##### Mùa giải 08-09
Ấn tượng cho hiệu suất tốt Jeffrén cho Barcelona B, Josep Guardiola gọi Jeffrén cho chuyến du đấu của Barcelona trước mùa 08-09, nơi anh đã đóng tất cả bảy trận đấu ghi 2 bàn, một vào ngày 30 tháng 7 năm 2008 với Fiorentina ở phút 47 sau khi vào thay cho Andrés Iniesta ở phút 36. Bàn thắng khác đến ở phút 80 với New York Red Bulls ngày 06 tháng 8 năm 2008 trong một trận đấu anh ra sân từ đầu. Anh cũng xuất hiện lần đầu tại La Liga, trong một trận đấu với Mallorca ngày 17 tháng 5 năm 2009, một trận đấu mà Barcelona thua 2-1. Trong mùa giải 2008-2009 Suarez ra sân 2 lần cho đội chính, cả hai lần tới tại La Liga. Mặc dù Jeffrén đã thực hiện một vài lần xuất hiện đầu tiên cho đội chính, Jeffrén vẫn xuất hiện ở 20 trong số 38 trận cho đội B và ghi được 5 bàn. 

##### Mùa giải 09-10
Trong giai đoạn trước mùa bóng 2009-2010 của Barca Jeffrén ghi bàn trong trận giao hữu với Al-Ahly, Los Angeles Galaxy, và Seattle Sounders FC. Trước khi bắt đầu mùa bóng 2009-2010 nhiều đội khắp châu Âu cho thấy quan tâm đến các cầu thủ chạy cánh trẻ người Tây Ban Nha. Trong số những đội quan tâm có Racing, Celtic, Wigan Athletic, Everton, Blackburn Rovers, Arsenal, và Tottenham Hotspur. Ngày 19 tháng 12 năm 2009 Jeffrén vào thay thay thế ở phút 82 cho Thierry Henry trong trận đấu chung kết 2009 FIFA Club World Cup với Estudiantes de La Plata. Ngày 21 tháng 12 năm 2009 Jeffrén gặp một chấn thương bắp chân trái mà anh phải ngồi ngoài 4-5 trong trận hoà 1-1 đá giao hữu với Kazma ở Kuwait kỷ niệm 45 năm thành lập của họ. Vào ngày 10 tháng 2 năm 2010 câu lạc bộ Barcelona công bố trên trang web chính thức của họ rằng Jeffrén đã ký một hợp đồng gia hạn mà sẽ giữ anh ta trong màu áo đội bóng xứ Catalan cho đến 30 tháng 6 năm 2012 với một điều khoản phá vỡ hợp đồng trị giá 10.000.000 €.Đội bóng cũng đã thông báo là Jeffrén sẽ mặc áo số 20 trước đây của Dani Alves.

## Thi đấu quốc tế
Anh là một tành viên của đội tuyển U19 Tây Ban Nha giành chức vô địch châu Âu lứa tuổi U19. Ở giải này anh chơi 8 trận đấu và ghi được 3 bàn.
Anh được cựu huấn luyện viên đội tuyển quốc gia Venezuela Richard Paez gọi cho Copa América 2007 nhưng bị từ chối bởi Jeffrén bày tỏ rằng nó là quá sớm để lựa chọn cho dù chơi với Venezuela hoặc Tây Ban Nha. Thế là quyết định cuối cùng, anh chọn khoác áo đội tuyển Venezuela, nơi anh sinh ra.
Trên 06 Tháng hai 2009, Jeffrén nhận được một cuộc gọi cho U-21 đội tuyển Tây Ban Nha, mà anh cho là hội đủ điều kiện theo quy định quốc tịch FIFA. Đối với các quy định đó, ông vẫn có thể chơi cho một trong hai đội tuyển Venezuela hoặc phía đội tuyển quốc gia Tây Ban Nha.

## Thống kê sự nghiệp
Tính đến 3 tháng 9 năm 2013
| Câu lạc bộ     | Mùa giải       | Giải | Giải | Cúp  | Cúp | châu Âu | châu Âu | Khác | Khác | Tổng cộng | Tổng cộng |
| Câu lạc bộ     | Mùa giải       | Trận | Bàn  | Trận | Bàn | Trận    | Bàn     | Trận | Bàn  | Trận      | Bàn       |
| -------------- | -------------- | ---- | ---- | ---- | --- | ------- | ------- | ---- | ---- | --------- | --------- |
| Barcelona B    | 2006–07        | 32   | 3    | –    | –   | –       | –       | –    | –    | 32        | 3         |
| Barcelona B    | 2007–08        | 30   | 6    | –    | –   | –       | –       | –    | –    | 30        | 6         |
| Barcelona B    | 2008–09        | 20   | 5    | –    | –   | –       | –       | –    | –    | 20        | 5         |
| Barcelona B    | Tổng cộng      | 82   | 14   | –    | –   | –       | –       | –    | –    | 82        | 14        |
| Barcelona      | 2006–07        | 0    | 0    | 1    | 0   | 0       | 0       | –    | –    | 1         | 0         |
| Barcelona      | 2007–08        | 0    | 0    | 0    | 0   | 0       | 0       | –    | –    | 0         | 0         |
| Barcelona      | 2008–09        | 2    | 0    | 0    | 0   | 0       | 0       | –    | –    | 2         | 0         |
| Barcelona      | 2009–10        | 12   | 2    | 2    | 0   | 2       | 0       | 2    | 0    | 18        | 2         |
| Barcelona      | Tổng cộng      | 22   | 3    | 6    | 0   | 4       | 0       | 2    | 0    | 34        | 3         |
| Sporting       | 2011–12        | 11   | 3    | 1    | 0   | 1       | 0       | 1    | 0    | 14        | 3         |
| Sporting       | 2012–13        | 13   | 2    | 1    | 0   | 3       | 0       | 4    | 0    | 21        | 2         |
| Sporting       | Tổng cộng      | 24   | 5    | 2    | 0   | 4       | 0       | 5    | 0    | 35        | 5         |
| Tổng sự nghiệp | Tổng sự nghiệp | 129  | 22   | 8    | 0   | 7       | 0       | 3    | 0    | 147       | 22        |

## Danh hiệu

### Barcelona
- La Liga: (1) 2008–09, 2009–10
- Cúp Nhà vua Tây Ban Nha: (1) 2008–09
- Siêu cúp Tây Ban Nha: (1) 2009, 2010
- UEFA Champions League: (1) 2008–09
- Siêu cúp châu Âu: (1) 2009
- Giải vô địch bóng đá thế giới các câu lạc bộ: (1) 2009

### U19 Tây Ban Nha
- Giải vô địch bóng đá U19 châu Âu:2006